# Likițarî, Pereciîn
Likițarî (în ucraineană Лікіцари) este un sat în comuna Turîcikî din raionul Pereciîn, regiunea Transcarpatia, Ucraina.

## Demografie
Componența lingvistică a localității Likițarî
     Ucraineană (100%)
Conform recensământului din 2001, toată populația localității Likițarî era vorbitoare de ucraineană (100%).